# Herina longistylata
Herina longistylata är en tvåvingeart som beskrevs av Rivosecchi 1992. Herina longistylata ingår i släktet Herina och familjen fläckflugor.
Artens utbredningsområde är Italien. Inga underarter finns listade i Catalogue of Life.